# زمین‌لرزه ۲۰۰۹ تونگا
زمین‌لرزه تونگا  در تاریخ ۱۹ مارس ۲۰۰۹ میلادی، برابر با ‎۲۹ اسفند ۱۳۸۷، ساعت ۱۸:۱۷:۴۰٫۹ به زمان یوتی‌سی در تونگا رخ داد.ژرفای این زلزله ۳۴٫۰ کیلومتر بود. بزرگی آن ۷٫۶ در مقیاس Mw بدست آمده‌است.
بیشینهٔ شدت آن در مقیاس مرکالی، VII اعلام شده‌است.
پروژهٔ جهانی تنسور گشتاور مرکزوار پارامتر زمان مرکزوار زمین‌لرزه را با اختلاف ۱۲٫۳ ثانیه نسبت به زمان رخداد اشاره شده در بالا و مختصات مرکزوار را در ۲۳°۰۵′جنوبی ۱۷۴°۱۴′غربی / ۲۳٫۰۸°جنوبی ۱۷۴٫۲۳°غربی محاسبه کرد و همچنین، ژرفا در ۴۹٫۱ کیلومتر بدست آمده‌است. در این محاسبات زاویه‌های (راستا، شیب، ریک) گسل سازندهٔ زمین‌لرزه و صفحه عمود بر آن برابر با (°۲۰۵، °۴۴، ° ۹۸) یا (° ۱۴، °۴۶، ° ۸۲) حاصل شده‌است.